# Cuaespinós canyella
El cuaespinós canyella (Synallaxis castanea) és una espècie d'ocell de la família dels furnàrids (Furnariidae).
Viu entre la malesa del bosc, a les muntanyes costaneres del nord de Veneçuela.